# نورث سن یسیدرو، نیومکزیکو
نورث سن یسیدرو (به انگلیسی: North San Ysidro) یک منطقهٔ مسکونی در ایالات متحده آمریکا است که در شهرستان سن میگل، نیومکزیکو واقع شده‌است. نورث سن یسیدرو ۱۵۹ نفر جمعیت دارد و ۱٬۹۸۷٫۹۳ متر بالاتر از سطح دریا واقع شده‌است.